# Świątynia Bao’an

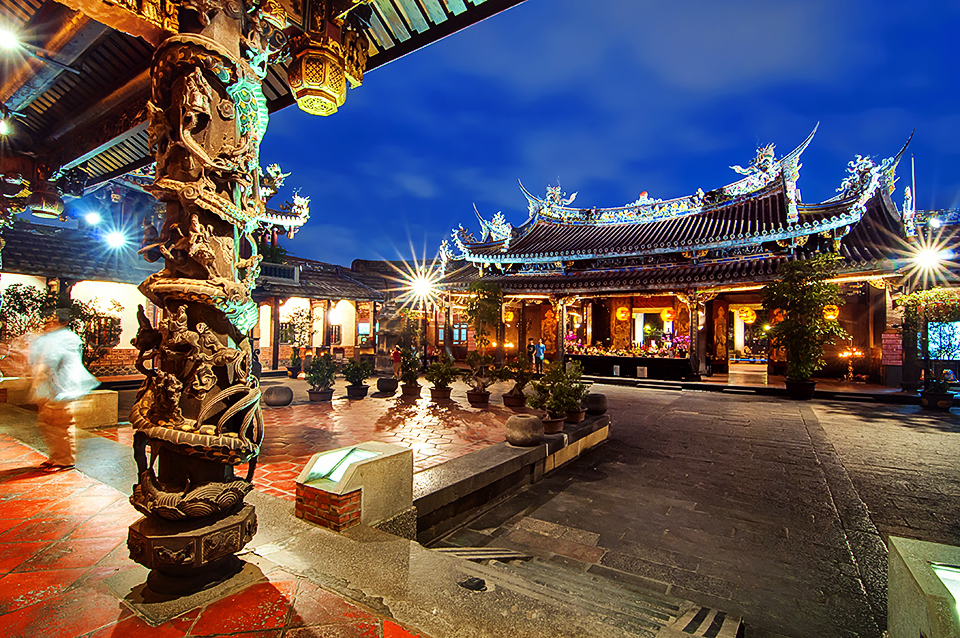
Główny pawilon świątyni

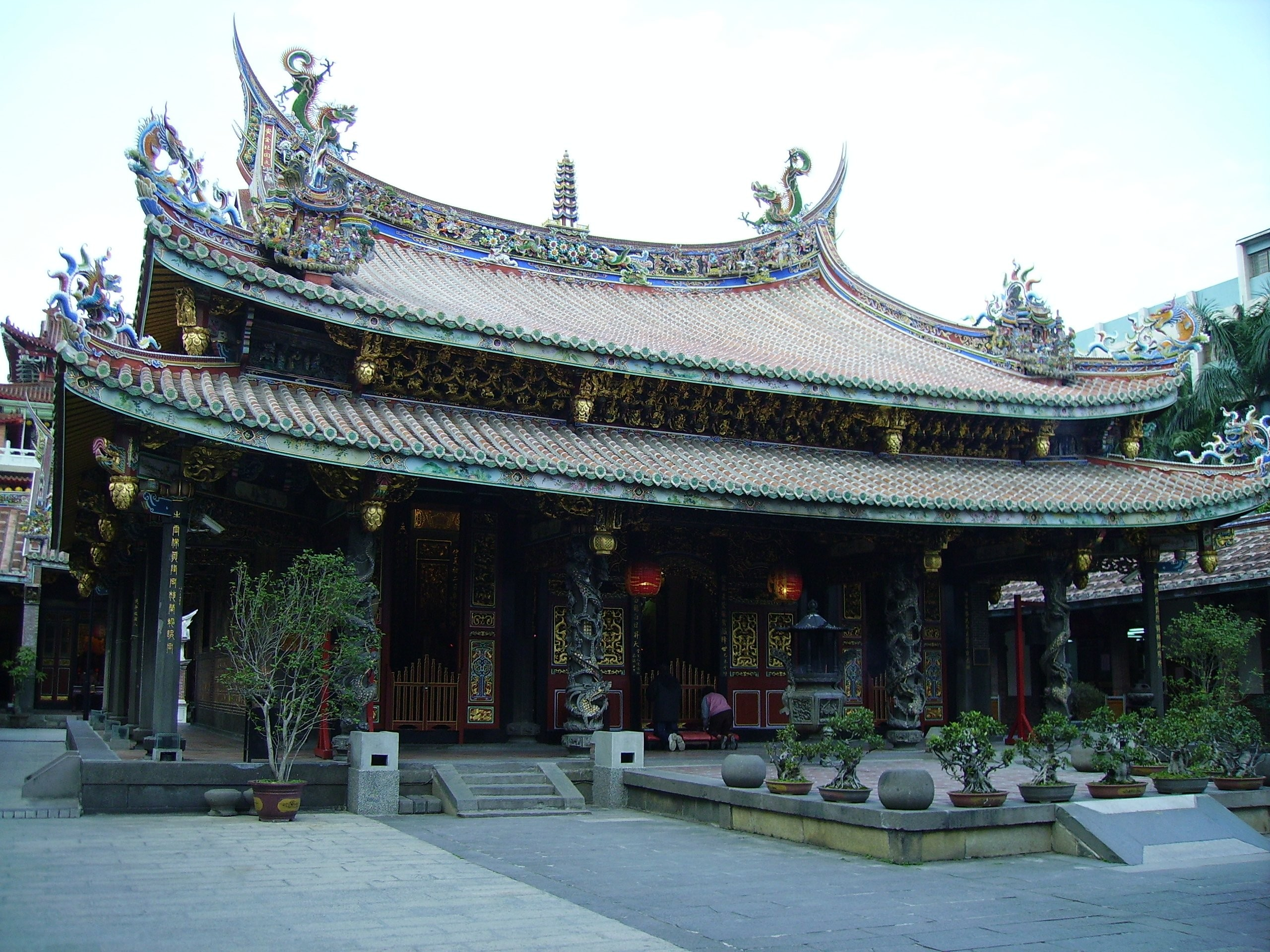
Główny pawilon świątyni

Świątynia Bao’an (chiń. upr. 大龙峒保安宫; chiń. trad. 大龍峒保安宮; pinyin Dàlóngdòng Bǎo’ān Gōng; pe̍h-ōe-jī Tōa-lông-pōng pó-an kiong) – świątynia taoistyczna znajdująca się w dzielnicy Datong w Tajpej na Tajwanie, nieopodal świątyni Konfucjusza. Głównymi bóstwami czczonymi w świątyni są Baosheng, Shennong, Czarny Tygrys i 36 Niebiańskich Urzędników.
Świątynię wznieśli w 1804 roku, na miejscu wcześniejszej drewnianej budowli z 1742 roku, osadnicy z Tong’an w prowincji Fujian. Pierwotne założenie znacznie rozbudowano w latach 1855 i 1868-1873. Po wojnie chińsko-japońskiej (1894-1895), w trakcie zajmowania Tajwanu przez Japonię, świątynia została poważnie zniszczona w wyniku walk. Odbudowano ją w latach 1917-1919. Ponownych zniszczeń dokonały bombardowania Tajpej przez amerykańskie lotnictwo w 1945 roku. W latach 50. rozpoczęto odbudowę świątyni, trwającą do 1967 roku. Kolejnych renowacji dokonano w latach 70. i 80.
Zorientowana wzdłuż linii północ-południe świątynia składa się z trzech pawilonów: Przedniego, Głównego i Tylnego, otoczonych bocznymi skrzydłami z wieżami dzwonu i bębna. Przed świątynią znajduje się dziedziniec z jeziorkiem, przez które wiedzie most w kształcie swastyki. 
Świątynia Bao’an jest miejscem licznych uroczystości religijnych i wydarzeń kulturalnych, do najważniejszych należą urodziny boga Baoshenga 15 dnia 3 miesiąca kalendarza księżycowego, darmowe poradnie tradycyjnej medycyny chińskiej czy koncerty muzyczne.